# استارکیلر
استارکیلر (انگلیسی: Starkiller) یک شخصیت در بازی ویدئویی جنگ ستارگان است.